# سيرابيون الإسكندري
سيرابيون الإسكندريّ هو طبيبٌ عاش في القرن الثالث قبل الميلاد وكان من المنتسبين إلى المدرسة التجريبية في الطب، وُلد في مدينة الإسكندريّة في مصر، قام بتحسين المنظومة التي وضعها فيلينوس الكوسي فيما يتعلق بالمدرسة الطبيّة التجريبيّة وتوسّع فيها، لذلك فقد اعتبره بعض قدماء الكُتّاب صاحبَ الفضل الأكبر في تأسيس المدرسة التجريبيّة. انتقد سيرابيون الطبيبَ أبقراط بحدةٍ في كتاباته، غير أن جميع كتاباته بما في ذلك انتقاداته لأبقراط لم تُحفظ .تم ذكره لمراتٍ عديدةٍ في كتابات كل من آولوس كورنيليوس سلزوس، جالينوس، كايلوس أوريليانوس،أيتيوس من آمد ،بولس الأجانيطي، ونيكولاس ميريبسوس